# Grupo Desportivo de Lam Pak
El Grupo Desportivo de Lam Pak fue un equipo de fútbol de Macao que militó en la Primera División de Macao, la liga de fútbol más importante del país.

## Historia
Fue fundado en el año 1988 en la ciudad de Macao y su nombre significa blanco y azul, los colores del equipo, y era uno de los equipos más fuertes del país, contabilizando 9 títulos de liga.
A nivel internacional participó en 3 torneos continentales, en los cuales nunca pudo avanzar de la Primera Ronda.
El club desapareció justo antes de que iniciara la temporada 2012/13 de la Primera División de Macao debido a problemas financieros y administrativos. 

## Palmarés
- Primeira Divisão: 9

1992, 1994, 1997, 1998, 1999, 2001, 2006, 2007, 2009
- Copa de Macao: 1

2012

## Participación en competiciones de la AFC
| Temporada | Torneo                  | Ronda | Club            | Casa | Visita | Global |
| --------- | ----------------------- | ----- | --------------- | ---- | ------ | ------ |
| 1993/94   | Asian Cup Winners' Cup  | 1     | Dalian Haichang | 0–31 | 0-5    | 0–8    |
| 1997/98   | Asian Club Championship | 1     | Sinthana        | 0–2  | 1-7    | 1–9    |
| 2000/01   | Asian Club Championship | 1     | Happy Valley    | 0–5  | 0-7    | 0–12   |

1- Lam Pak abandonó el torneo antes de jugar el partido de vuelta.

## Jugadores

### Jugadores destacados
| - Zheng Dejian - Yuan Junhui - Zheng Rui - Jiang Tai - Liang Xiang - Peng Zhichao - Kwesi Boakye - Yeung Hei Chi - Lee Sze Ming - Domingos Chan - Paulo Cheang - Ung Sio Cheong - Geofredo Cheung - Ian Chi Pang - Leong Chon In - Cheang Chon Man - Tai Chou Tek - Dani Pinto - Emmanuel Líbano Noruega - Fernando Bento | - Francisco Cunha - Lei Fu Weng - Tam Heng Wa - Lei Ka Kei - Mandinho - Miguel Heitor - Lao Pak Kin - Pelé - Wu Yu Kin - José Belo - Ricardo Torrao |